# Johannes Wiedewelt
Johannes Wiedewelt (Koppenhága, 1731. július 1. – Koppenhága, 1802. december 17.) dán neoklasszikus szobrász, udvari szobrász, aki Dániában neoklasszikus eszméket honosított meg, palotadíszítések, kerti szobrok, műtárgyak és főként emlékművek tekintetében, aki Bertel Thorvaldsen előtt a legismertebb dán szobrásznak számított. 

## Életpályája
Koppenhágában született, Just Wiedewelt (1677–1757) dán udvari királyi szobrász és felesége, Birgitte Lauridsdatter gyermekeként. Apja korán felismerte fia tehetségét, akit már 1744 körül Hieronimo Miani festő, a koppenhágai Rajz- és Festőakadémia (Tegne- og Malerakademiet) két vezetőjének egyike, Louis August le Clerc (1688–1771) mellé küldte tanulni. Ez az Akadémia volt a tíz évvel később létrehozott Dán Királyi Művészeti Akadémia (Det Kongelige Danske Kunstakademi) elődje. 
Amikor Miani 1745-ben elhagyta Dániát, hogy visszatérjen Olaszországba, apja a fiút maga mellé vette saját műhelyébe, ugyanakkor az ifjú Wiedeweldt az Akadémián Johan Christof Petzoldt (1708–1762) irányítása alatt folytatta tanulmányait és emellett a dán udvarban, Didrick Gercken (1690–1748) királyi szobrásznál is tanult. Már korán elkezdett saját műveket készíteni; 1750 tavaszán elkészítette V. Frigyes dán király és Lujza királyné két kis mellszobrát. Az ezért a munkájáértért kapott összeg arra ösztönözte, hogy kövesse álmát és Dánián kívül is végezzen tanulmányokat.
Néhány hónappal később, mindössze tizenkilenc évesen Hamburgon át Rouenba, majd 1750 augusztusában Párizsba utazott, ahol összetalálkozott Joachim Wasserschlebével (1709–1787), a párizsi francia bíróság dán követségi titkárával, aki a fiatal szobrász mecénása lett, majd segítségével az ifjabb Guillaume Coustou neves barokk szobrász műtermébe került, ahol 1750–1754 között részben diákként, részben asszisztensként dolgozott. Később Frigyes királytól éves királyi juttatást kapott, amelyet két év után meg is dupláztak. Párizsban ismerte meg Jean-Baptiste Pigalle-t is.
1752–1754 között Wiedewelt szobrot készített dán társáról, Magnus Gustav Arbien éremművészről (1716–1760), aki akkoriban a dán udvartól kapott királyi ösztöndíjjal tanult. Wiedewelt 1753-ban ezüstérmet nyert a Francia Művészeti Akadémián (Académie Royale de Peinture et de Sculpture).

## Római évei
Wiedewelt volt az első, aki 1754-ben az újonnan alapított Dán Művészeti Akadémiától utazási ösztöndíjat kapott, és az ösztöndíj összegéből Itáliába utazott. Bár Coustou megpróbálta meggyőzni, hogy maradjon továbbra is Párizsban, a fiatal szobrász azonban 1754 májusában Rómába indult. Útja Lyonon, Marseille-en és Civitavecchián keresztül vezetett; 1754. június 7-én érkezett Rómába.
Wiedewelt bemutatta Wasserschlebe ajánlólevelét a Római Francia Akadémia (l´Academie de France á Rome) igazgatójának, Charles-Joseph Natoire-nak (1700–1777), akadémiai tanulmányai alatt a Palazzo Manciniben lakott. Natoire által kapcsolatba került többek között Anton Raphael Mengs német festővel, Pompeo Batoni olasz, valamint Johann Joachim Winckelmann német régész- és művészetteoretikussal, aki 1755-ben érkezett Rómába. 
Az Akadémián más hallgatókkal együtt Giovanni Battista Piranesi befolyása alá került, aki fokozott figyelmet szentelt a régiségeknek, mint művészeti tárgynak.
Wiedewelt római tartózkodása során felkereste többek között a magángyűjteményeket is, például a Farnese-gyűjteményt, valamint a Capitoliumi Múzeumokat és a Vatikáni Múzeumot. Ő és Johann Winckelmann együtt tanulmányozták az ókori szobrokat, és Winckelmann tanácsot adott az ifjabb Wiedeweltnek, arra biztatva, hogy ezeket a szobrokat használja fel rajzai és ókori művészetről szerzett ismeretei alapjául. Rómában töltött ideje alatt Wiedewelt számos rajzot és vázlatot készített ezekről az ősi szobrokról. Itt töltött ideje alatt eljutott Nápolyba, Pompeiibe, Herculaneumba és Porticibe is. Utazásainak többsége 1758-ban, Winckelmann társaságában történt, akivel később is szoros levélváltást folytatott egészen Winckelmann 1768-ban Triesztben való meggyilkolásáig.

## Visszatérése Dániába és művészi karrierje
Wiedewelt pénzügyi támogatása végeztével az Akadémia hazarendelte Dániába. Barátjának, a neoklasszikus festőnek, Johan Edvard Mandelbergnek a társaságában utazott vissza, útközben beutazták Caprarolát, Sienát, Firenzét, Pisát, Carrarát, Luccát, Bolognát, Padovát, Velencét és Triesztet is tanulmányozva a helyi művészeti gyűjteményeket és templomokat, majd Tirolon és Németországon keresztül, 1758. október 6-án érkeztek vissza Koppenhágába.
Alig hat hónappal a visszatérése után Wiedewelt az újonnan szervezett Művészeti Akadémia tagjává, valamint 1759-ben a dán udvar királyi szobrászává nevezték ki.
Ismert volt jó művészeti ízléséről és régiségismeretéről. Gyorsan a jó művészi ízlés bírája lett Dániában.
Hamarosan a jutalékok következtek. Első megbízásként a rég elhunyt VI. Keresztély dán király emlékművének elkészítésére kérték fel. A márvány emlékmű 1768-ban készült el, de csak 1777-ben állították fel a roskildei székesegyházban. A neoklasszikus emlékmű egy szarkofágot és két nőalakot, Sorgenand Berømmelsent tartalmazott. Ez volt az első neoklasszikus szarkofág hazájában, máig a neoklasszicizmus kezdeteként tartva számon Dániában.
1760-ban egy másik átfogó projekten, szoborcsoportokon, egyéni szobrokon és a francia ihletésű barokk Fredensborg palota kertjeinek díszítésén kezdett el dolgozni. Nagy rajzsorozatot készített a királynak, és javaslatokat tett a kertek díszítésére. Szorosan együttműködött Nicolas-Henri Jardin építésszel, akivel együtt utazott Londonba és Párizsba az 1760-as évek végén. Szabadtéri szobrai alkotják műveinek legnagyobb összeállított gyűjteményét.
1761-ben a Művészeti Akadémia tanára lett. 1761–1766 között a Fourniers Porcelángyárban is vezető szerepet töltött be. 1762-ben írt egy kis kiáltványt Tanker om Smagen udi Kunsterne i Almindelighed címmel.
Nem kevesebb mint 64 figurával és 30 domborművel járult hozzá a Frederiks-templom, más néven Márványtemplom (Marmorkirken) díszítéséhez. A királyi projektek nagyságrendje, az időszűke és az akkori bevett gyakorlat miatt Wiedewelt gyakran hagyta, hogy a szobrászat közvetlen munkáját műtermi asszisztensei végezzék vázlatokból, amelyeket aztán ő szállított le.
1765–1766-ban egy gipsz allegorikus domborművet és az oldenborgi királyok tizenkét medalionját szállította a Christiansborg palota fényűző Lovagtermébe (Riddersalen), valamint további díszítőelemeket, amelyek később az 1794-es tűzvészben mind elvesztek. A medalionok egy részét metszetek igazolják.

## Írásai
- Gedanken über den Geschmack. 1762, (dánul)
- Samling af Aegyptiske og Romerske Oldsager. (Egyiptomi és római régiségek gyűjteménye) 1, kötet, 1786 (mdz-nbn-resolving.de)

## Fordítás
- Ez a szócikk részben vagy egészben  a   Johannes Wiedewelt című angol Wikipédia-szócikk fordításán alapul.  Az eredeti cikk szerkesztőit annak laptörténete sorolja fel. Ez a jelzés csupán a megfogalmazás eredetét és a szerzői jogokat jelzi, nem szolgál a cikkben szereplő információk forrásmegjelöléseként.